# 制憲國民大會

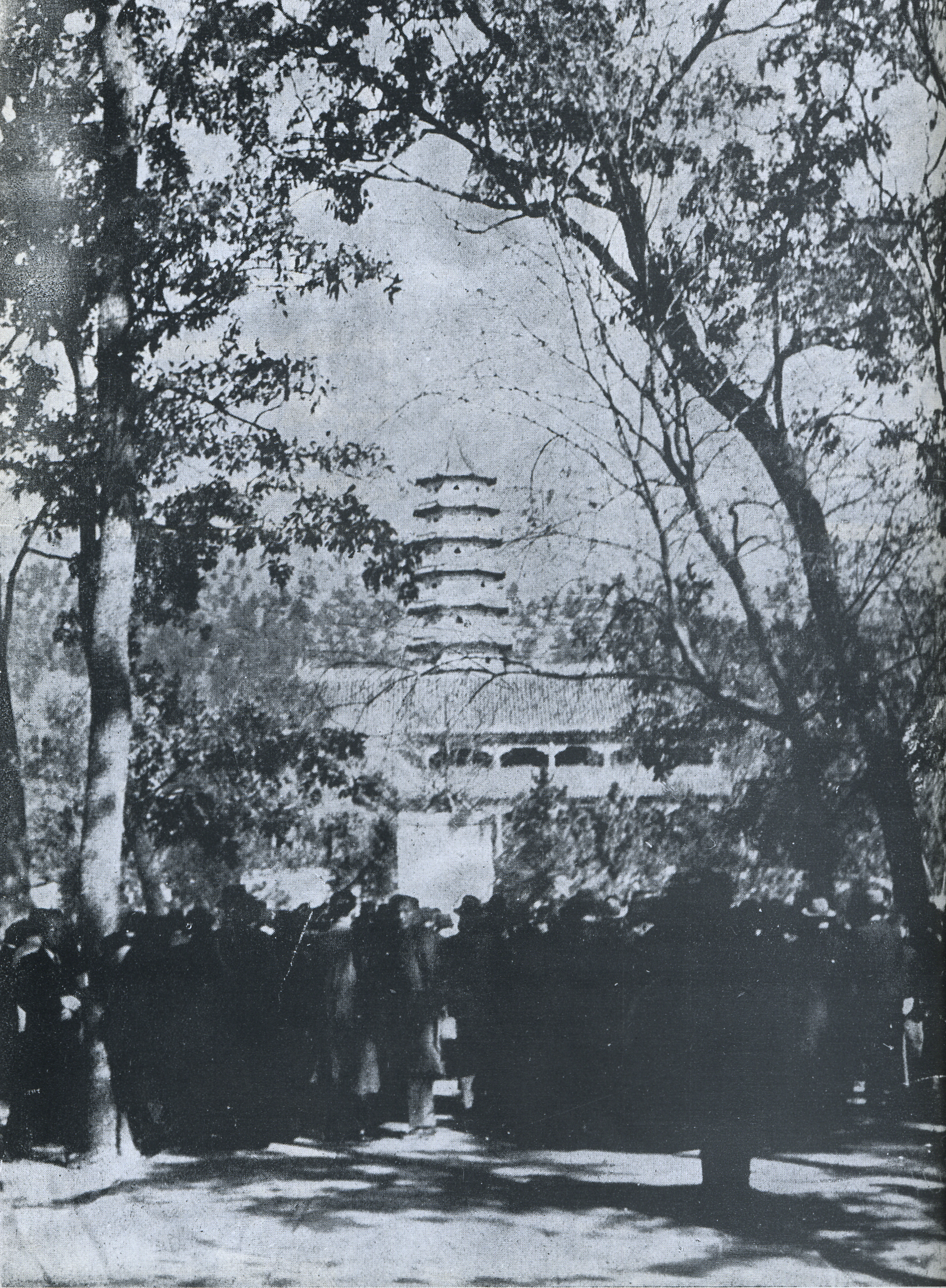
制宪国民大会代表开会前夕至灵谷寺阵亡将士陵墓前祭奠抗战烈士

制憲國民大會是中華民國為了完成制定《中華民國憲法》而召開的會議，會議舉行於民國35年（1946年）11月至12月的南京國民大會堂。该会议代表由民选和遴选方式产生，其主要参与政党为中國國民黨、中國青年黨和中國民主社會黨。中国共产党及其盟友民主党派拒绝参加，不承认其政治合法性。
制宪国民大会是影响中国近现代史发展的重大历史事件。因该国大直接涉及到仍在台澎金马地区适用的中华民国宪法以及由此引发的两个宪法和实际存在两个中国政权问题，故至今仍是有争议性的历史事件。

## 会议背景

### 国民会议运动
1923年曹锟宪法制定之后，孙文的国民党广州军政府和共产党均予以抵制，并呼吁召开国民会议，重新制定宪法，此即为国民党北伐之前的国民会议运动。
1924年北京政变，冯玉祥推翻了曹锟，邀请孙文北上商讨大计。此时孙文为召开国民会议而决定北上，然其于1925年去世，国民会议未能如期召开。孙文死前，命文膽汪精衛把尽早召开国民会议写入孙文遗嘱，而成为此后国民党执政的基本方针。
余致力国民革命，凡四十年，其目的在求中国之自由平等。积四十年之经验，深知欲达到此目的，必须唤起民众及联合世界上以平等待我之民族，共同奋斗。现在革命 尚未成功，凡我同志，务须依照余所著《建国方略》、《建国大纲》、《三民主义》及《第一次全国代表大会宣言》，继续努力，以求贯彻。最近主张开国民会议及废除不平等条约，尤须于最短期间，促其实现。是所至嘱！

### 五五宪草
中華民國自北伐結束後即進入「訓政時期」，根據孫中山的建國大綱，採取軍政、訓政、憲政三個時期來進行建國。中華民國政府在進入訓政時期後即開始進行有關中華民國憲法的草擬制定。
然後當時中國政治情勢繁雜，內憂外患不斷，加上各方勢力意見不一，一直沒有辦法草擬出一份所有人都接受的憲法草案，最後一直到中華民國二十五年（1936年）5月5日才公布了中華民國憲法的草案，被稱為「五五憲草」。五五憲草公布後，接下來的工作就是召開制憲國民大會來加以審訂通過，原定在中華民國二十六年（1937年）召開制憲國民大會，然而抗戰隨之爆發，制憲國民大會亦延後召開時間至抗戰結束後才召開。

### 代表选举
1936年全国举行制宪国民大会代表选举，大部分地区的制宪代表由民众选举产生，但由于东北已沦陷，国民政府在沦陷区采取特种选举。除了民众选举外，政府也主动聘请了若干不愿参加竞选的社会名流，并定正在训政的国民党中央委员会委员为制宪国大当然代表不必参加民众选举。随后抗战爆发，国大延期至1946年，但十年前选举出来的代表资格仍旧有效。由于1936年国共两党尚在内战状态，共产党未能参加地区代表选举，只能拥有政党代表名额。所以1945-1946年国共谈判时，共产党为增加自己的名额，要求废除旧代表资格，重新举行选举未能如愿。此事在后来的政治協商會議上成为焦点。

### 大会延期
制宪国民大会原定于1936年11月12日召开，但因代表选举不顺利而不得不延期一年。一年后抗战爆发，故大会再度延期。
1946年1月1日，即中华民国建国卅五周年开国纪念日，蒋中正发表告全国军民同胞书，明确声明本年内召开国民大会，制定宪法。于是从1936年起，直到十年之后的1946年11月15日，大会方得召开，而此时大会已延期达六次之多。

### 政治協商會議
中華民國三十四年（1945年）抗戰勝利，社會各界敦促政府儘快重新召開制憲國民大會的事宜，由於反政府的中國共產黨此時已經形成巨大的军事实体，因此各界希望執政的中國國民黨與中國共產黨能夠通過談判完成制定《中華民國憲法》。儘管國共雙方嫌隙頗大，仍然在各方努力下於中華民國三十五年（1946年）1月10日至31日，召集國民黨8人、共產黨7人、民主同盟9人、青年黨5人、無黨派人士9人等38位代表在重慶召開政治協商會議，通過了政府改組案、和平建國綱領案、軍事問題案、國民大會案、協定五五憲草的修改原則12項等决议案，並組織憲草審議委員會。
制宪国大代表名额问题也是争论焦点。中共和民盟均要求废除1936年旧代表资格，但国民党认为旧代表为合法产生，出于国府信誉和法律尊严不能随便撤销其资格。最后双方折中，撤销1936年代表中部分未经民众选举（即由政府直接聘请的特种选举和国民党中委当然代表）的代表资格，换以政党代表，国民党，共产党等均有名额分配。

一，民国三十五年五月五日召开国民大会。
二，第一届国民大会之职权为制定宪法。
三，宪法之通过须经出席代表四分之三之同意为之。
四，依选举法规定之区域及职业代表壹千二百名照旧。
五，台湾，东北等新增各该区域及其职业代表共一百五十名。
六，增加党派及社会贤达代表七百名，其分配另定之。
七，总计国民大会代表为两千零五十名。
八，依据宪法规定之行宪机关，于宪法颁布六个月内，依宪法之规定选举召集之。
附注：
1，各党派负责使其出席国民大会之党员，在国民大会中，维持政治协商会议所修正之宪法草案。
2，如有其它较好之宪草意见，由党派临时协商定之。
3，增加党派及社会贤达代表七百名，其分配如次
国民党 二百三十名
共产党 二百名
青年党 一百名
民主同盟 一百名
社会贤达 一百名
4，国民党与共产党于上项该两党名额中,各让出十名与民主同盟。
（按：附注4为不报告大会且不发表之商定事项）

### 国共冲突

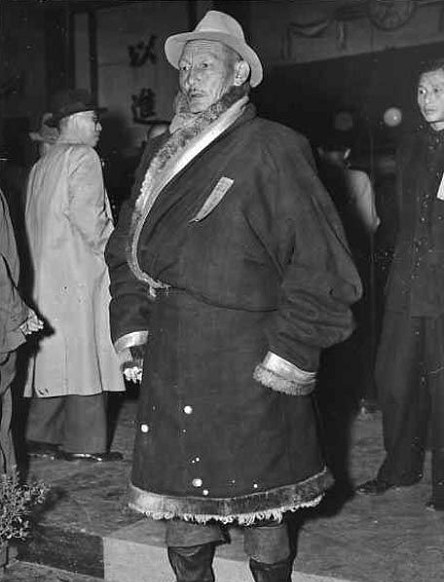
与会的西藏地方制宪代表

政治协商会议后，国共两党相继达成了《政协宪草》和《整军协议》等重要文件，但因国共两党政治纲领完全不同，相互之间缺乏信任，故在1946年3月中旬国民党六届二中全会之后，国共关系急剧恶化。4月，国共两党随着苏联军队撤出东北而展开对东北的军事争夺。6月1日，国民政府因马歇尔将军的压迫，下达了停战令，但命令有效期刚过，国共两党继续开始争夺东北，战火并蔓延到关内。10月，国共两党在山西、察哈尔地区的战斗日趋激烈，而江苏北部的原新四军驻地也成了主战场之一。
此时，国共两党主要代表在重庆和南京的谈判也趋于破裂。中共坚持要求在改组后的国民政府委员会40个委员名额中，与民盟合占14个名额，以便行使三分之一否决权。而国民党只同意给13个名额。双方围绕13和14两个数字争吵将近半年之久，直到11月中旬仍未达成任何协议。因联合政府问题久拖未决，致使整编军队协议迟迟无法执行，故军事冲突愈演愈烈。
在这种情况下，国民党认为中共旨在武装叛乱，决定单方面召集国民大会。中共则拒绝参加国民大会。11月中旬，继美国总统特使马歇尔将军调停国共冲突失败后，第三方面调停也彻底失败。

## 大会过程

### 会前风波

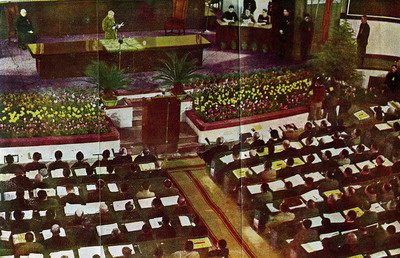
开幕式国民政府主席蒋中正致词

根据政协决议，制宪大会原定于1946年5月5日（孙中山就任非常大总统纪念日）召开，但因为此时国共两党无法达成改组政府之协议，故中共和民盟拒绝提交名单，会议被迫延期。入夏之后，国共军事冲突扩大，且就改组政府名额问题纠缠不让，最后未能达成一致。在美国特使马歇尔和第三方面反复调停均告失败，国共冲突愈来愈大的情况下，国府宣言为及早结束训政起见，将定于11月12日（孙中山诞辰纪念日）召开国民大会。此举立即受到中共坚决反对。第三方面因此分裂，民盟拒绝参加，而青年党最终决定参加国民大会；民社党也决定脱离民盟，单独参加国民大会，但仅占用原在民盟内部分配给民社党的40个名额，以盼民盟回心转意参加国大。中共方面在后来表示：是否参加“伪国大”是该政党是否站在人民一边的试金石。
实际到会代表除了1936年民选代表及部分遴选产生的无党派代表外，另有国民党，青年党，和民社党的政党代表。中共代表和民盟拒绝参会成为该国大的重大裂痕。

### 大会开幕

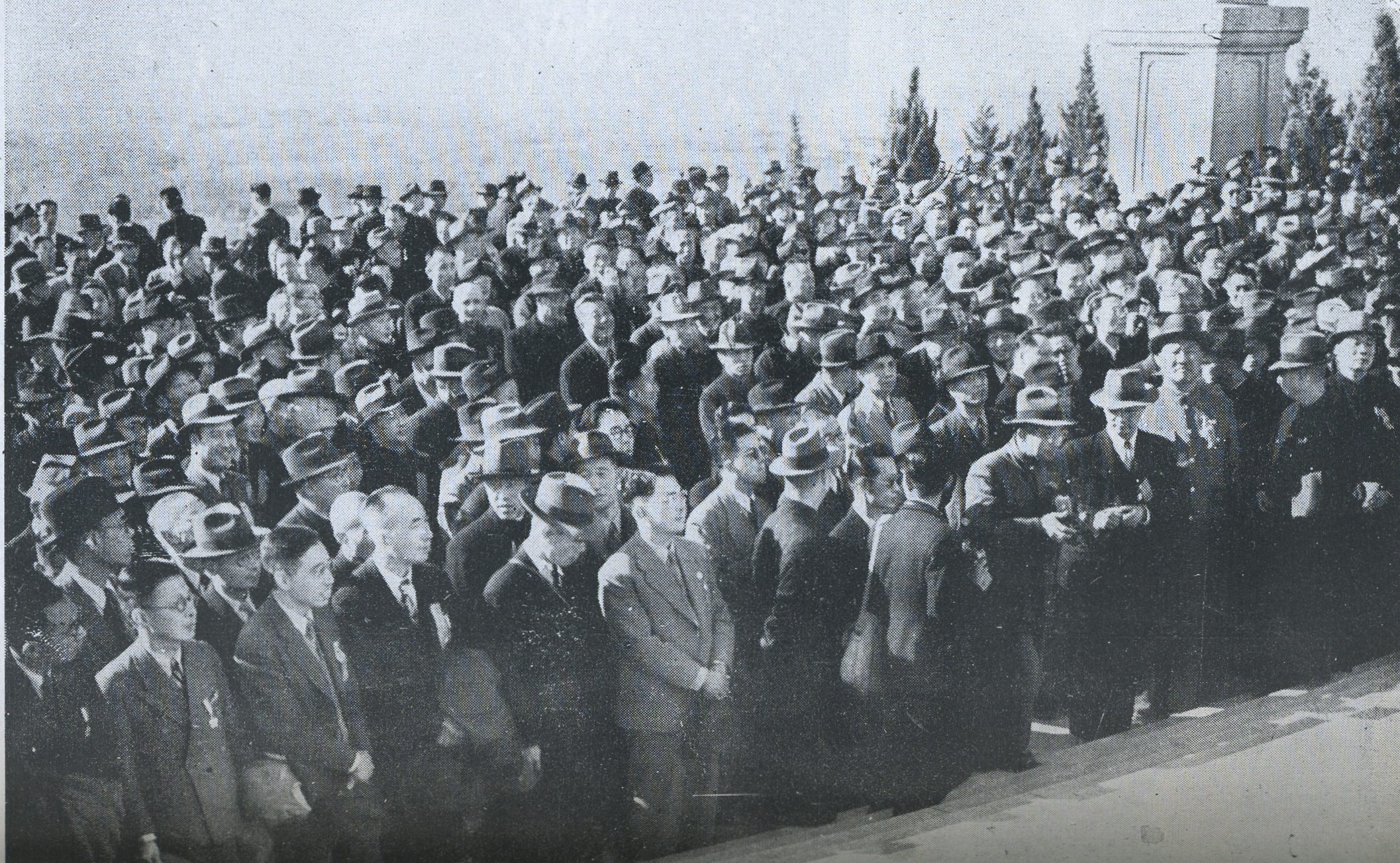
大会代表开会前来到孙中山遗陵祭奠

1946年10月11日，国军攻克中共重要据点张家口，同日蒋中正颁布“国民大会召集令”。大会原定于11月12日开幕，但因等待青年党和民社党提交名单，延期三天。11月12日为孙中山冥寿，国府主席蒋中正率全体到会代表拜谒中山陵。11月15日，大会开幕当天，蒋中正又率全体代表到灵谷寺国民革命军阵亡将士公墓祭奠抗战先烈，告慰他们的在天之灵。此后大会进入休会阶段，等待民社党提交名单。
11月20日，民社党终于提交名单参加大会，此时除中共和民盟代表外总人数已达到3/4法定开会人数，故大会暂留两党席位，照常举行。除了原本在中國大陸各地各界選出的代表外，還增加了來自中華民國三十四年（1945年）接收的臺灣的代表參與。11月22日，大會選舉代表組成主席團，輪流主持會議，主席團並推定洪蘭友爲大會秘書長，陳啓天、雷震爲副秘書長。从此大会开始了制宪工作。
制憲國民大會主席團主席 （49人）：
蔣中正、孫科、白崇禧、于右任、曾琦、胡適、吳鐵城、陳果夫、李璜、左舜生、程潛、白雲梯、鄒魯、張厲生、于斌、莫德惠、孔庚、谷正綱、陳啓天、李宗仁、張群、张文英、吳敬恆、圖丹桑批、朱經農、阿哈買提江、胡庶華、孔祥熙、朱家驊、林慶年、何成濬、黃國書、張繼、梁寒操、郭仲隗、黃芸蘇、曾擴情、段錫朋、孫蔚如、劉蘅靜、王雲五、賀衷寒、王德溥、余井塘、丁惟汾、田炯錦、周雍能、李大明、徐傅霖

### 制宪工作

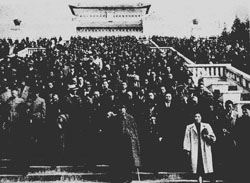
制宪国民大会代表合影

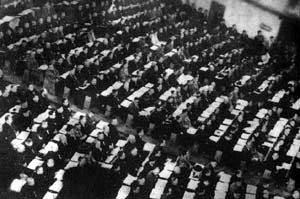
制宪国民大会场景

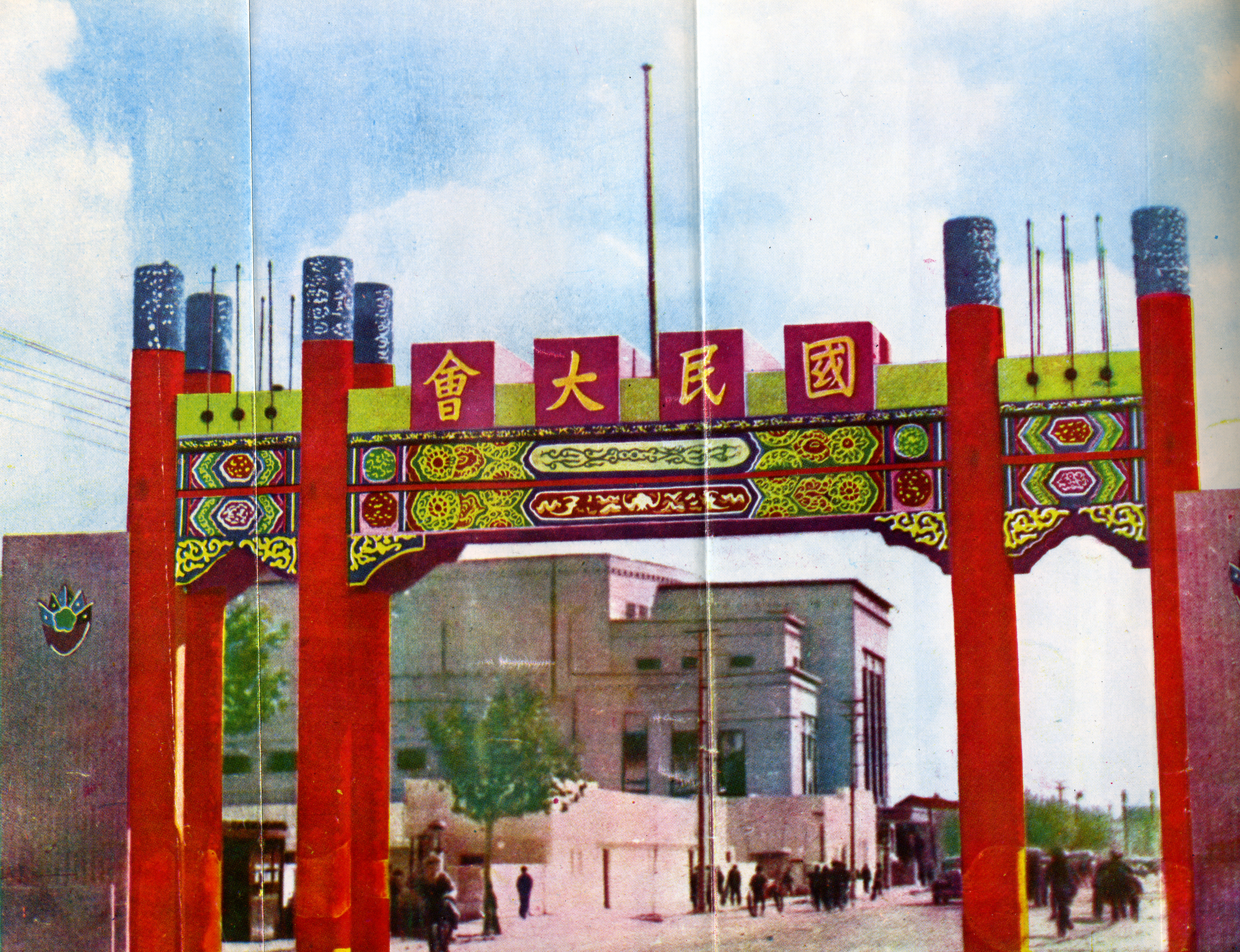
1946年国民大会堂侧国民大会牌坊

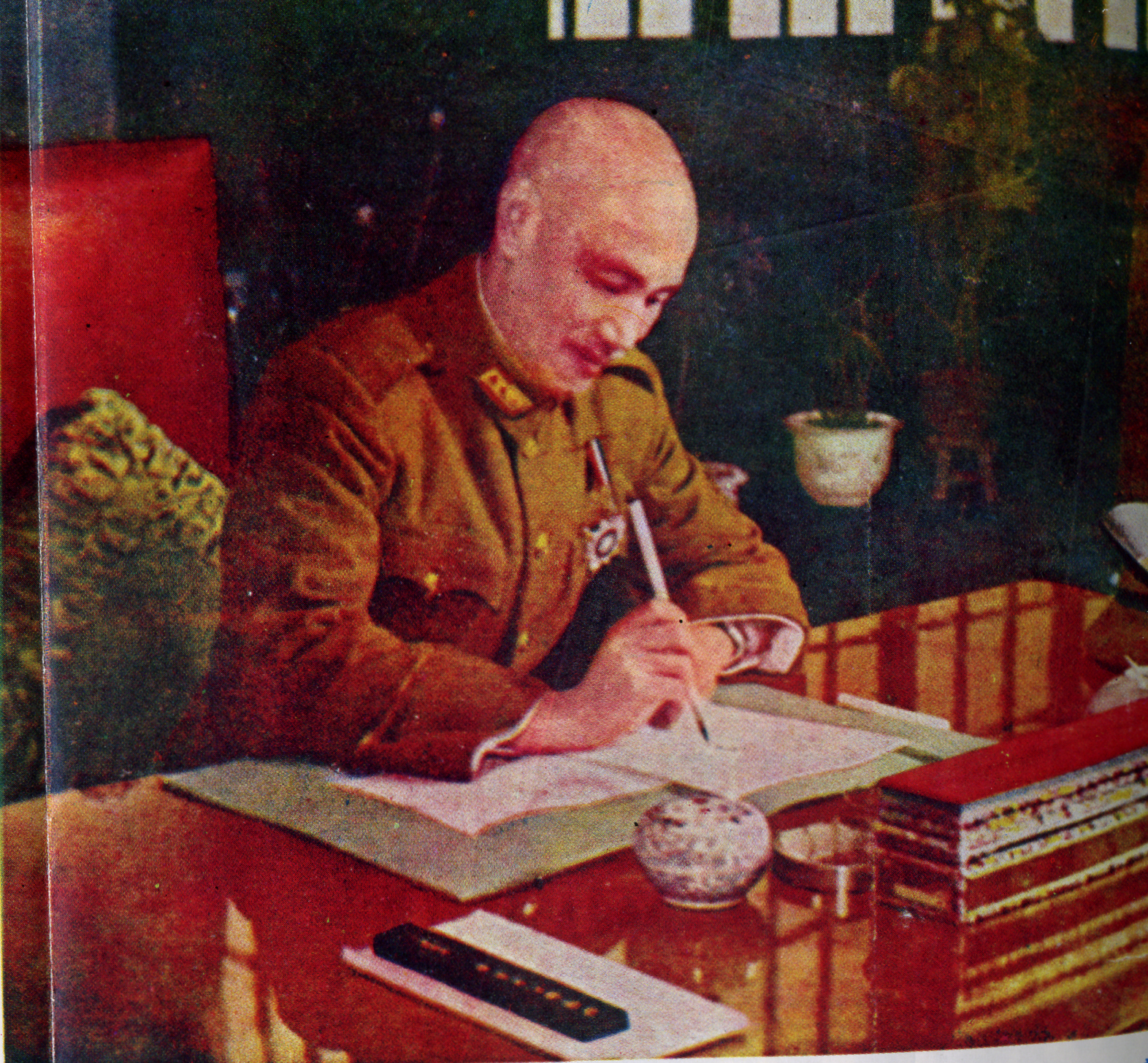
国民政府主席蒋中正签署颁布宪法，宣布国家进入宪政时期

1946年11月，全国各地代表云集南京，开始制定中华民国的根本大法。会议的议程是三读会模式，即一读会由各代表对草案广泛发表意见，交付审查，至审查报告提出讨论为止；二读会则根据一读会提出的修正案逐条讨论通过；三读会则是文字更正与整理，并作出表决。
会议的首要议题是以何宪草为基础进行制宪工作，尽管有代表提出由立法院重新拟定一部新宪草，但由于民主党派的坚持，最终大会仍然决定由立法院将4月的政协宪草正式定为宪草蓝本进行制宪。因此制宪国民大会讨论宪草的蓝本来自当年4月底根据政治协商会议成立的宪草审议委员会审议版本，即政协宪草。11月28日國民政府主席蔣中正将政协宪草以立法院之《中华民国宪法草案》名义提交大会审议。大会开始一读会阶段。
一读会期间，因国民党籍国大代表对“政协宪草”远离孙中山五权宪法理论颇为不满，在开始的一周审议后，将宪草重新修改回五五宪草的式样。中国民社党蒋匀田为维护政协宪草，宣称民社党将离席抗议。在这种情况下，国民党总裁兼国大主席团成员蒋中正劝说与会的国民党代表忍让为国，尊重民主党派的意见，将宪草恢复原样。在这种情况下，国大召集紧急会议，代表重新审议宪草，一周后将其基本恢复至政协宪草原样。一读会对政协宪草提出大量修正案，但多因国民党和民社党领袖对本党代表之劝告引导，大部分修正案均以违反政协决议为由否决，而维持政协原宪草。在一读会一百五十一条修改案中，一百零四条遭到否决。主要修改案列举如下：
仅以宪法第一条举例，在1946年4月的时候，国共两党组织宪草审议会，国民党坚持宪草第一条为“中华民国为三民主义共和国”，而共产党坚决反对“三民主义”入宪。折衷之下，民主同盟代表张君劢将其改为“中华民国基于三民主义，为民有民治民享之民主共和国”，把孙中山的「民族民权民生」三民主义变成了林肯的“民有民治民享”三民主义。这既迎合了国民党的“三民主义”入宪，又不至于引起共产党的反感，周恩来对此十分满意  。在制宪国民大会的时候，虽然共产党没有与会，但是青年党坚持保留原宪法草案的说法，国民党也做出让步维持原宪草，从而避免了宪法重新出现“三民主义共和国”的国体定义。
民社党代表领班人蒋匀田认为，一审会后恢复的宪法草案98%来自政协宪草，这不仅得到了民社党的赞许，并得到了蒋中正的认同。蒋中正明确表示希望该宪法为内阁制，并说：“因为共产党现在唯一的希望，就是希望我们在宪法中扩大总统和行政部门的权限，然后他好在国际上宣传我们的宪法是法西斯的宪法，借此来打击政府。各位同志切不可中他们的诡计！”
一读会在12月21日正式完成，同日大会进入二读会逐条审议通过阶段。此时宪法主体基本完成，具体细节问题争议不断。
12月24日二读会完成，大会进入三读会阶段。宪草文字上仅有细小修改，随之大會三讀通過了基于政协宪草蓝本的中華民國憲法。制憲工作完成后，制宪大会同时制定了宪法实施之准备程序，定于明年1月1日公布，12月25日实施。大會主席吳敬恆親手將完成的憲法和实施准备程序交付蔣中正。国民政府历时二十余年的制宪工作终于宣告完成，国家开始步入宪政时期。

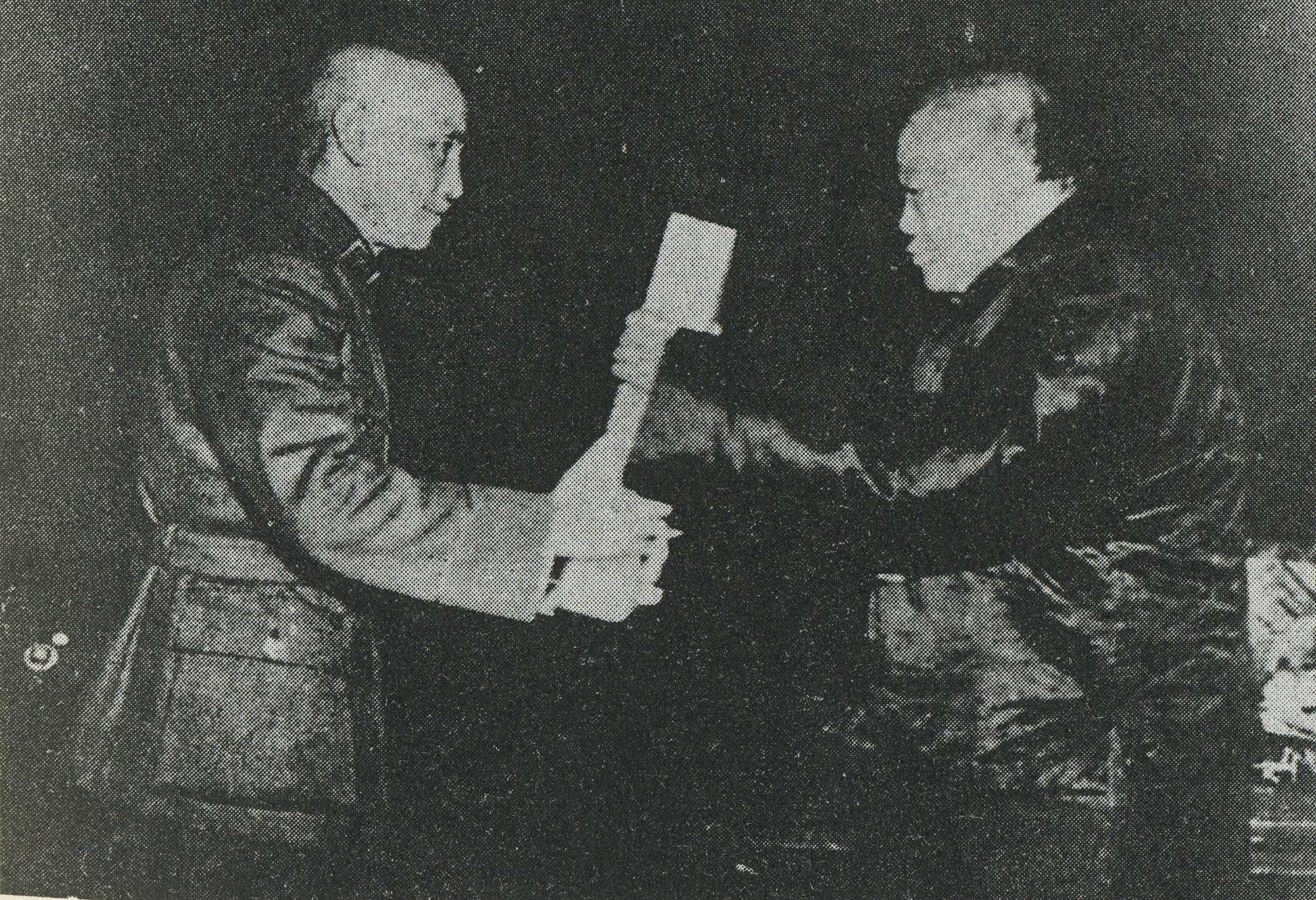
蒋中正接受大会主席吴稚晖提交的中华民国宪法

制憲工作完成後，制憲國民大會結束運作解散。

### 大会波折
大会首先就出现了悬挂中国国民党党旗的风波。由于参加大会的有民社党、青年党等反对党，他们入场发现会场上悬挂有国民党党旗，立即起立发言。民社党代表蒋匀田认为今日大会乃全体国民大会，非一党大会，如挂国民党党旗，也应挂民社党、青年党党旗；建议只悬挂国旗。这个意见被采纳，国民党党旗撤下，只保留青天白日满地红国旗。在此后的行宪国民大会及中華民国政府场所中，仅悬挂国旗成为惯例。
其次又发生了青民两党拒绝宣誓事件。依照国大组织法，国大代表应当宣誓，而誓词中有三民主义等字样，较适合国民党国大代表。因此，青民两党认为孙中山先生思想很多并不适合他们两党，不能完全拘泥。青年党领袖余家菊更是表示：“宪法草案所规定的信仰自由和思想自由，应当立刻实现。我们尊重国民党朋友的信仰自由，同时也保持自己的思想自由。我们不参加补行宣誓的理由，就是这样。”

## 后续活动

### 和平努力

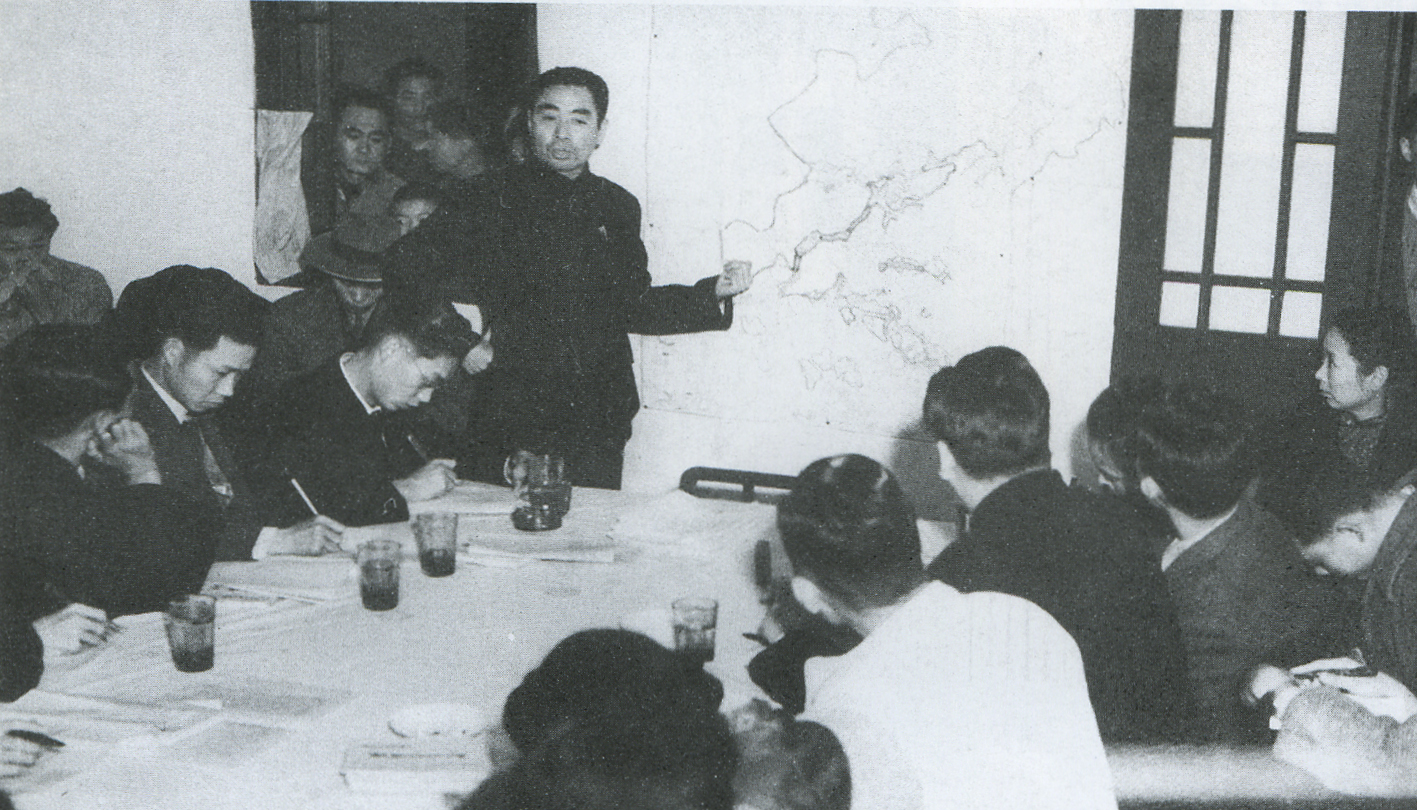
1946年11月16日周恩来在南京召开记者会，谴责制宪国大召开，宣布自己将返回延安。

1947年1月5日，中共駐南京辦事處主任董必武下午在梅園新村舉行中外記者招待會，反對黃河堵口放水，並重申恢復和談之兩項要求，即召開黨派會議，恢復去年1月13日軍事位置:8257。
制宪之后，国民政府作最后的和平努力共计三次。
一、1947年1月9日，国民政府应即将离华赴美任职的马歇尔将军之要求，宣布愿意派代表赴延安同中共讨论“停止冲突与改组政府的全面计划”。1月10日，中共南京辦事處發言人王炳南表示中共之和平願望，重申中共所提復和談之兩項要求，即：取消憲法，恢復去年1月13日軍事位置；軍調部中共發言人稱黃河堵口問題係政治陰謀，並提出兩點要求:8262。同时，立法院院长孙科发表声明，希望各党派举行圆桌会议，以解决存在的分歧；中共发言人再度回应，中共已经提出两点要求，该由政府宣布它作为恢复和谈基础的反建议了。1月11日，蔣對美國《紐約時報》記者發表談話，稱馬歇爾離華聲明「似有若干漏略」，指責中共「無誠意遵守三人小組之協議」；中共駐南京辦事處發言人就孫科建議舉行黨派圓桌會議事發表談話，認為中國國民黨應對中共之兩項要求明確答覆:8263。1月12日，中共代表董必武就馬歇爾離華聲明談話，指出：如無美國之裝備，中國內戰決打不起來，美國應負中國內戰之責任:8264。張群抵達南京時稱：和平仍有希望，但中共如堅持恢復去年1月13日軍事位置、國民大會重訂憲法兩條件，則和談恐難談得好:8265。
二、1947年1月16日，国民政府进一步提出派张治中赴延安，并提出了恢复和谈的四项方案：1，举行圆桌会议，各党派均可参加；2，政府与中共立即下令全国就地停战，并协谈停战方案；3，整编军队与恢复交通，仍根据过去协议原则由三人小组继续商谈具体办法；4，宪法实施前，对于有争执之区域地方政权，政府愿意与中共商定解决办法。1月16日，中共中央致電南京中共代表團，指出：蔣方正通知你們恢復和談，並派張治中來延安，根據目前形勢，恢復和談只利於蔣介石重整軍隊再度進攻；毛澤東在此電文上加寫一段話：「對於美方調停，此時形式上我們雖尚不公開正面反對，但實際上應拒絕之。」:8267中共在17日回应，如政府同意前面两项先决条件（废除宪法和恢复一年前之军事位置），即可恢复和谈，否则政府无派员赴延安之必要。1月17日，周恩來代表中共中央發表談話，指出：國民黨當局對於中共中央兩項要求置之不理，證明其所謂和談完全是騙局；我們對於所謂「和談」，完全喪失信心:8268。1月18日，中共駐南京代表王炳南至美駐華使館訪司徒雷登，轉告延安之答覆：中共中央對和談問題，堅持過去所提兩條件，即一、遵守停戰協定，恢復去年1月13日軍事位置；二、取消偽憲，重新擬訂憲法:8268。如政府同意，則恢復和談即刻可在南京開始，否則即使政府派人赴延安，亦無補於事:8268-8269。
三、1947年1月20日，国民政府再度发表声明，恳请中共相忍为国，继续和谈，以实现军队国家化，政治民主化之目标。1月20日，中國國民黨中央宣傳部發表政府對和談問題之聲明，對中共兩項條件表示不能接受，並公布《和平方案》:8270。之后国共双方的关系持续恶化，军调部基本上停止运作，马歇尔趁机于1月21日到达华盛顿时向杜鲁门提出关闭军调部，结束美国的调停行动。1月25日，中共中央宣傳部長陸定一發表聲明，反駁中國國民黨中央宣傳部1月20日關於政府《和平方案》之聲明，指出政府之《和平方案》無誠意可言，全係騙局；去年1月13日軍事位置必須恢復，否則等於鼓勵反動派大打內戰；蔣偽憲法必須取消，否則等於承認獨裁:8272。1月25日，中共回应，“取消伪宪与恢复去年1月13日军事位置，乃是最低限度的和谈先决条件”。
1947年1月29日，美国国务院宣布：美國政府決定退出旨在調停中國國內衝突之三人會議，并尽速撤回軍事調處執行部之美方人员:8274。1月30日，國民政府宣布解散軍事三人小組及北平軍事調處執行部:8275。1月31日，中共南京辦事處發言人梅益對美國退出三人小組會議及軍調部事發表個人感想：美國今退出軍調部，但決不能逃卸助長中國內戰的責任:8276。在中共坚持废除宪法等条件，不能被接受后，国共和谈已经彻底破裂。此时中共仍在南京公开活动，并发行《新华日报》。美国大使司徒雷登和政府代表皮宗阚询问中共南京联络处是否将要撤退；后政府以索要联络处房子为理由委婉下达逐客令，但中共称只要国府废除宪法，即可重开和谈，故拒绝撤退。两次逐客令均未使中共离开，且中共在上海“制造风潮”，“组织暴动”。

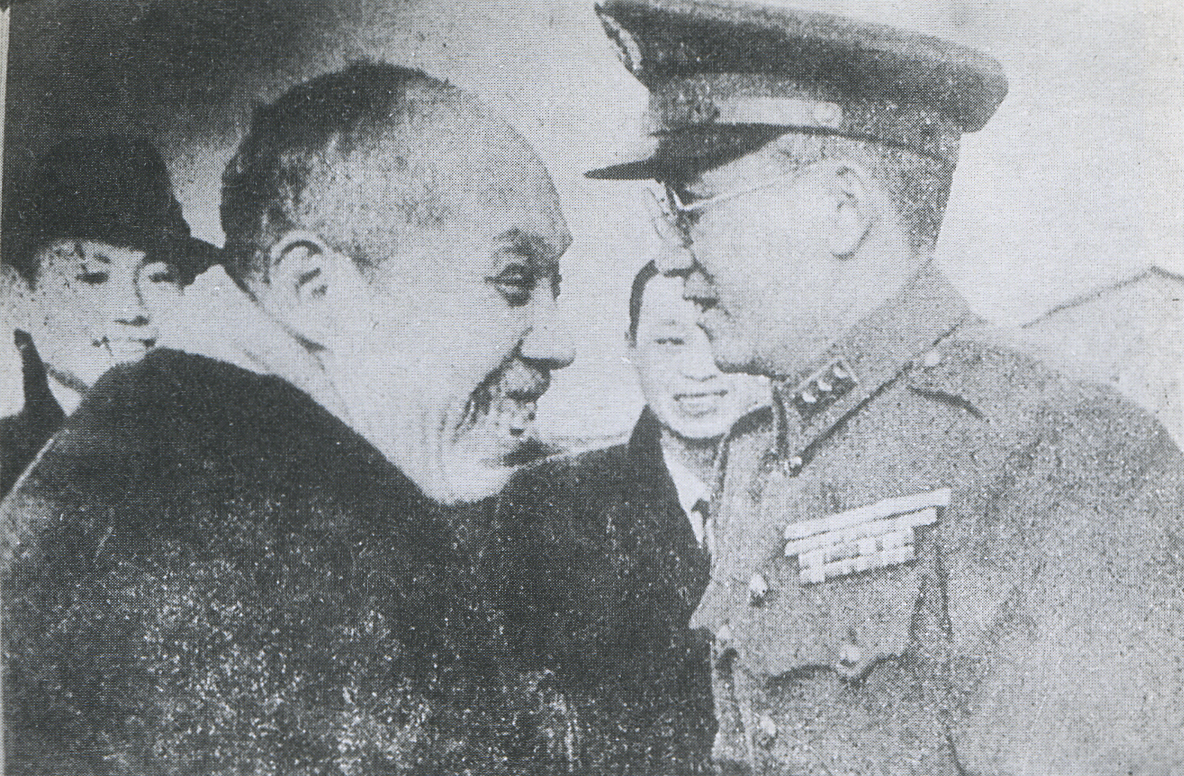
1947年3月7日，政府代表张治中在南京送董必武等中共驻京人员乘坐美飞机撤回延安

1947年2月1日，北平軍調部電令各地軍調部執行小組美方人員撤回北平；國民政府宣布解散北平軍調部後，軍調部政府方面以備用致中共方面：請將撤退人員名單提交政府:8277。2月3日，美方非正式通知南京中共辦事處，謂如擬撤退，可代準備交通事宜；中共辦事處答覆：無撤退計劃；美軍駐延安聯絡團成員撤離延安:8279。2月5日，北平軍調部美國方面向派往各地之執行小組美方人員發出緊急命令，要求迅即集中北平與長春，以便撤退回國:8280。2月6日，美國駐華大使館發言人康納士發表公告稱：「美國政府將於3月5日前協助中共負責人員撤回至原來地區」、「雙方人員中，任何人於3月5日後仍留駐於現在地區者，概應自行負責。」:82802月7日，軍調部美方工作人員及眷屬300餘人首批由北平赴塘沽搭輪返國:8280。軍調部長春分部美方代表泰森上校書面通知國共兩方，美方工作即日起正式結束，另組北平美軍總部對華聯絡處長春分處，執行撤退前之未完任務；一俟該部東北區內之運送事務完畢，即行撤退:8280。2月9日，美國民主黨遠東政策委員會致函馬歇爾，指責美國外交政策，抨擊中國國民黨，謂恢復中國之和平統一所以失敗，其主因為美國一方面企圖調解，一方面在軍事及經濟上援助中國國民黨之反動分子，致使調解基礎破壞殆盡，國民大會最近所通過之憲法，亦僅為一種姿態而已；主張組織真正民主聯合政府，不為中國國民黨或中國共產黨所控制:8283。
2月10日，毛澤東在延安會見美國記者斯特朗，提出國共恢復和談條件：恢復1946年1月10日雙方控制區域；取消「憲法」，恢復政協決議:8283。2月11日，軍調部中共首批撤退人員共20餘人，是晨由北平搭美國飛機分別撤回延安、邯鄲；第二批撤退人員10餘人於2月14日由北平撤至哈爾濱:8284。
2月底，中共拒绝和谈且拒绝撤离南京。2月28日，首都衛戍司令部、淞滬警備司令部、重慶警備司令部分別通知駐南京、上海、重庆三地中共人员:8297，限於3月5日前撤退返延安，並強令關閉重慶《新華日報》:8297，要求中共于重庆等地之《新华日报》人员撤走；中共中央軍委副主席周恩來為中國國民黨強令撤退在南京、上海、重慶之中國共產黨代表代表及工作人員事致電蔣，要求以正式公函通知中共駐南京代表董必武，並延長撤退期至3月底:8297。3月1日，中共《新華日報》在重慶停刊:8299；成都警備司令部通知成都《新華日報》辦事處即日起結束一切業務，集中返回延安:8300。
3月2日，中共中央負責人發表聲明，指出蔣方強迫中共駐南京、上海、重慶代表撤退，表明蔣方決心最後破襲，關死一切談判之門；中共南京辦事處一部分工作人員25人，上午9時乘美軍用專機一架，離開南京飛返延安:8301。3月3日上午7時，中共代表董必武自上海抵達南京，車抵下關，遭中國國民黨特務囚禁1小時；董必武回中共辦事處後，即往訪張治中，詢問政府有無致中共人員撤離南京、上海、重慶三地之正式公函，及政府是否表示決心用軍事方式解決國共問題:8302。3月4日，北平警備司令部發言人稱：軍調部中共人方面人員撤退後，理論上當無中共人員之存在，今後如有發現，當依法懲處:8303。3月7日，原留南京、上海中共人員董必武、王炳南、陳家康、梅益、潘梓年等74人，上午8時乘美軍飛機4架飛抵延安；政府代表張治中、邵力子，民盟代表羅隆基、葉篤義，美方代表柯義上校及中外記者數十人前往機場送別:8305。董必武宣布国民党驱逐中共代表，“关闭一切和平谈判之门，妄图内战到底”，“一切后果由他（蒋中正）负责”。董必武離開南京時發表書面談話，指出：「目前雖戰禍蔓延，中共黨員，仍將一本初衷，竭力為和平民主奮鬥到底。」:83053月8日，中共中央軍委副主席周恩來在延安招待記者發表談話，抨擊美國對華政策，重申惟政府接受中共兩項要求，始能和平:8306。

### 内战爆发
1947年3月13日，国军向延安攻击:8311。3月28日晚及3月30日，中共中央在陝西棗林子溝召開會議，決定：毛澤東、周恩來、任弼時率中共中央機關及解放軍總部留陝北，繼續中共中央工作；劉少奇、朱德、董必武組成中央工作委員會，劉少奇任書記，前往適當地點，進行中央委托工作:8323。4月11日，又決定中央及軍委機關大部分工作人員暫駐晉西北，同時組成葉劍英為書記之中央後方委員會，統籌後方工作:8323。6月30日，国民政府司法院检察署颁布通缉令，通缉中共首脑毛泽东、周恩来、任弼时、董必武等人，中共被民国政府宣布取缔。7月9日，美國白宮宣布派魏德邁為特代表赴中國:8381。7月12日，外交部長王世發表聲明，歡迎魏德邁來華，表示魏氏此行將「增進中美間之友感與合作」:8382。7月16日，美國總統杜魯門特使魏德邁將軍偕顧問5人啟程訪華:8384。10月，国民政府内务部宣布，因民盟涉嫌煽动学潮配合中共叛乱，被取缔。国共内战正式公开爆发。
梁漱溟认为，制宪国大之后，7月半至11月半一段是国方无意和平，11月半以后是共方无意。即国民党是在占尽便宜以后才要求停战和谈，而共产党必然不愿接受。共产党要求废除宪法和并恢复1946年1月13日之前的双方实际军事控制位置，即是要求国民党放弃其在1946年1月13日以后夺取的全部战利成果。中共认为，是国民党发动和平攻势，试图嫁祸共产党。国民党认为，是“我政府迫不得已乃忍痛動員，從事戡亂，這是最近的歷史事實”。

### 改组政府与行宪
1947年1月1日，国民政府颁布宪法。按照国民大会的决议，宪法应当在一年之后正式实施，在此之前，国民政府作为看守政府负责检查现行普通法律是否与新宪法抵触，并着手选举代表等行宪准备工作以便在行宪之后移交政权。4月，国民政府依据政协决议案改组政府，容纳制宪各党进入政府，结束一党专政；并成立中央选举总事务所，负责第一届国民大会代表选举和第一届立法委员选举等工作。4月29日，國民政府公布修正《憲政實施促進委員會組織規程》，凡16條:8344。5月1日，國民政府公布《國民大會代表選舉罷免法施行條例》，凡7章71條:8345。8月22日，國民政府已核定全國選舉經費為600億元，以此補助全國各級選所:8400。
1947年11月21日，全国举行大选，由全国国民以无记名方式直接选举3045名国民大会代表；1948年1月21日，全国再度举行大选，由人民直接选举773名立法委员，同时各省议会间接选举监察委员。1947年圣诞节，中华民国宪法正式生效。宪法生效前，国民政府主席发布广播讲话，庆祝国家走上宪政之路。
中华民国三十六年，就是耶稣降生一九四七年的圣诞节，将是我们中华民国和全体人民统一独立平等自由新生机运肇始的一天。我们新宪法特点，就是它保证要把基督教理的基本要素，即个人的尊严和自由，普遍的给予我们全国的同胞。这个新宪法确认了全国国民的各种自由权利，它在国家统一与自由之下，于一个自由人民的精神中孕育诞生。我们认为新宪法的实施，只是完成我们建设新中国的最后目标的初步。但这对我们中国三千年来专制政体和封建社会是一个划时代的进步。我愿我们全国同胞，凭着信仰和虔诚，共同一致，努力前进。
1948年1月4日，美國軍事顧問團團長盧卡斯由南京返國:8482。1月9日，美國國務卿馬歇爾宣稱：他本人擬與即將赴美之中國代表俞大維和貝祖貽親自會談美國援華事宜:8487。1月10日，美國國務卿馬歇爾在華盛頓舉行記者招待會稱：關於援華問題，細則尚在擬定中，數額何時解決，尚未可知:8487。3月29日，行宪国民大会正式开幕，国民政府宣布将政权移交给民选国民大会，国民大会依照宪法与选举法选举产生中华民国总统与副总统，并在5月由总统召集五院集会。至此中华民国正式进入宪政时期。

### 北平和谈
1949年初，国军在东北，华北和中原战场陷入绝境，蒋中正发布元旦文告，宣布只要宪法得以维持，人民生活不致降低，军队得以保障，愿意与中共和谈。而与此相对，毛泽东宣布废除“伪宪法”，和惩办战犯是和平的最低限度条件。中共宣布了43名战犯，参与制宪的张君劢和曾琦等非国民党人士在列名单。北平和谈中，中共再度提出了这一要求并写入和平协议，代总统李宗仁拒绝在和平协议上签字。
随着中共占据大陆，宪法在中国大陆停止施行或實際上失效，同时制宪国大也被完全否定。而拒绝参加制宪的民盟也成为中共参政党派。

## 评价与爭議

### 主要观点
因中共未能参加国民大会，而大会又制定了基于政协宪草的宪法。这导致该会议具有较大的争议性，各主要观点如下：

### 个人观点
- 马歇尔：马歇尔认为国共两党因为制宪国大破裂是因为两党之间的彼此互相怀疑和完全的互不信任[36]。
- 周恩来：文革时期的周恩来认为[41]，中共本来不希望参加多党制的国大，他说我参加了旧政协开会以后，回到延安向毛主席汇报，刘少奇也在场，毛主席说的很清楚。毛主席说：这个和平，我们是拖延时间，便于我们积蓄力量，便于我们训练军队。我们一方面要训练军队，一方面要搞好生产，第三方面要加紧土改，准备战争，准备战场。这个精神就把问题说穿了嘛。毛主席还指示，可以在政协会议上签字，表面上说这个政协决定不错。但是刘少奇对党校报告讲的那些东西（今后会印出来）完全是另一种说法。这是一个关键问题，我亲自可以证明的。刘少奇那个报告我没有听到，现在从文件堆里找出来了。你们听到过吗？后来刘少奇这个报告被高岗抓住了[42]。
- 蒋匀田：蒋匀田认为国民党因为改组政府的一个名额之争而与中共破裂实在是国民党政治过敏；但是，若制宪国大通过了中共参与制定的政协宪草作为最终宪法，定能使中共回心转意，愿意接受这部宪法。蒋匀田甚至考虑为了让以后的中共女领导人邓颖超顺利参加政府而同意国大代表宋美龄提出的在宪法中增加保障妇女代表名额一条，并获得制宪大会通过[註 2]
- 张君劢：张君劢认为，国民党始终认为政协宪草违背了孙中山五权宪法理论，故他本人在会前极其担忧若中共不参加制宪国大，国民党势必将宪草返回到五五宪草。但国民党最终尊重了政协宪草，在没有中共制约的情况下通过了政协宪草，实在难以置信[43]。